# Stephen Hunter (acteur)
Stephen John Hunter (Wellington, 28 oktober 1968) is een Nieuw-Zeelands acteur. Hij speelde het personage Graeme in de film Ladies Night uit 1995 en speelt de dwerg Bombur in The Hobbit-trilogie van Peter Jackson.

## Filmografie

### Films
| Jaar | Film                                | Rol     | Opmerkingen |
| ---- | ----------------------------------- | ------- | ----------- |
| 1995 | Ladies Night                        | Graeme  |             |
| 2012 | The Hobbit: An Unexpected Journey   | Bombur  |             |
| 2013 | The Hobbit: The Desolation of Smaug | Bombur  |             |
| 2014 | The Hobbit: There and Back Again    | Bombur  |             |
| 2022 | Thor: Love and Thunder              | Fur God |             |

### Televisie
| Jaar | Serie                             | Rol                                  | Opmerkingen                                                                                                |
| ---- | --------------------------------- | ------------------------------------ | --- |
| 2002 | Street Legal                      | Stan                                 | Aflevering "Charter"                                                                                       |
| 2003 | Mercy Peak                        | Farmer                               | Aflevering "Fork in the Road"                                                                              |
| 2006 | Love My Way                       | Sharpie                              | Afleveringen "Tower of Love", "Five Minutes of Fame", "One Big Happy", "Amphibians" en "Crossing the Line" |
| 2008 | All Saints: Medical Response Unit | Scott Griffith Det. Sgt. James Kader | Afleveringen "Room for Improvement", "Stepping Up", "Beginnings"                                           |
| 2009 | CJ the DJ                         | Si                                   | stem |
| 2010 | Review with Myles Barlow          | Kyle Sandilands                      | |
| 2010 | Spirited                          | Larry                                | Aflevering "I Remember Nothing"                                                                            |